# Sepulcro de Constanza de Castilla

Escudo de Constanza de Castilla.

El Sepulcro de Constanza de Castilla fue el sepulcro en el que reposaron los restos mortales de Constanza de Castilla, priora del monasterio de Santo Domingo el Real de Madrid.
El sepulcro se encuentra expuesto en la actualidad en el Museo Arqueológico Nacional de España  y está realizado en alabastro pintado y dorado.

## Historia
Constanza de Castilla fue nieta del rey Pedro I de Castilla y priora del monasterio de Santo Domingo el Real de Madrid. Después de su defunción, el cadáver de Constanza de Castilla recibió sepultura en el monasterio de Santo Domingo el Real de Madrid. El sepulcro de Constanza de Castilla fue colocado en el coro de la iglesia del monasterio, protegido por un arcosolio, en el que estaba colocado el siguiente epitafio en letras doradas:

AQUI YACE SEPUlTADA LA MUI NOBLE I MUI RELIGIOSA SEÑORA DOÑA CONSTANZA DE CASTILLA, HIJA DEL INFANTE DON JUAN, NIETA DEL REY DON PEDRO. FUE MONJA PROFESA DE ESTA CASA Y PRIORA DE ELLA MUCHOS AÑOS, I MURIO AÑO DE CUATROCIENTOS I SETENTA I OCHO.

Tras la demolición del monasterio de Santo Domingo el Real de Madrid, llevada a cabo en 1869, el sepulcro de Constanza de Castilla fue llevado al Museo Arqueológico Nacional de Madrid, donde permanece expuesto en la actualidad.

## Descripción

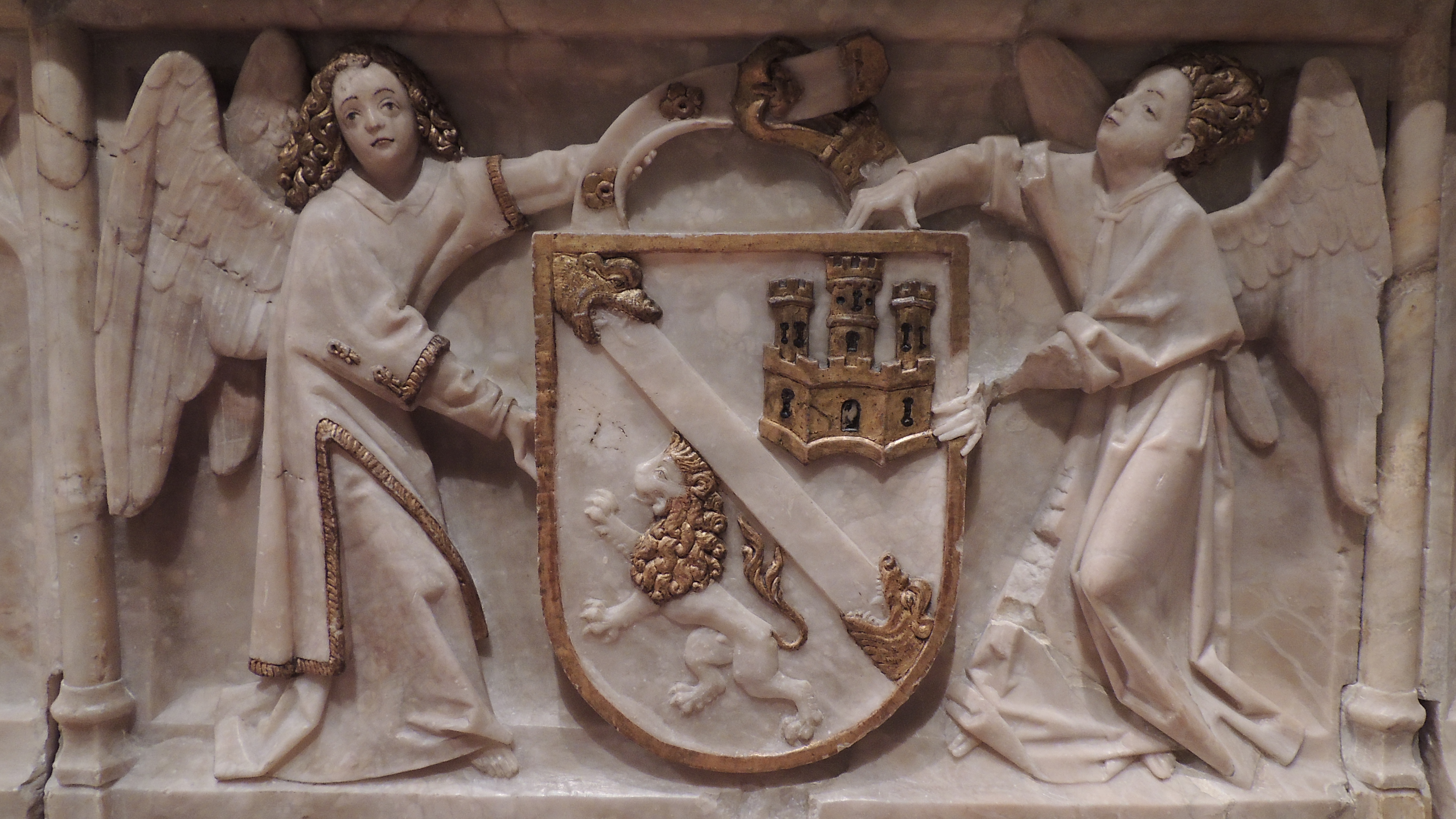
Detalle de la parte frontal

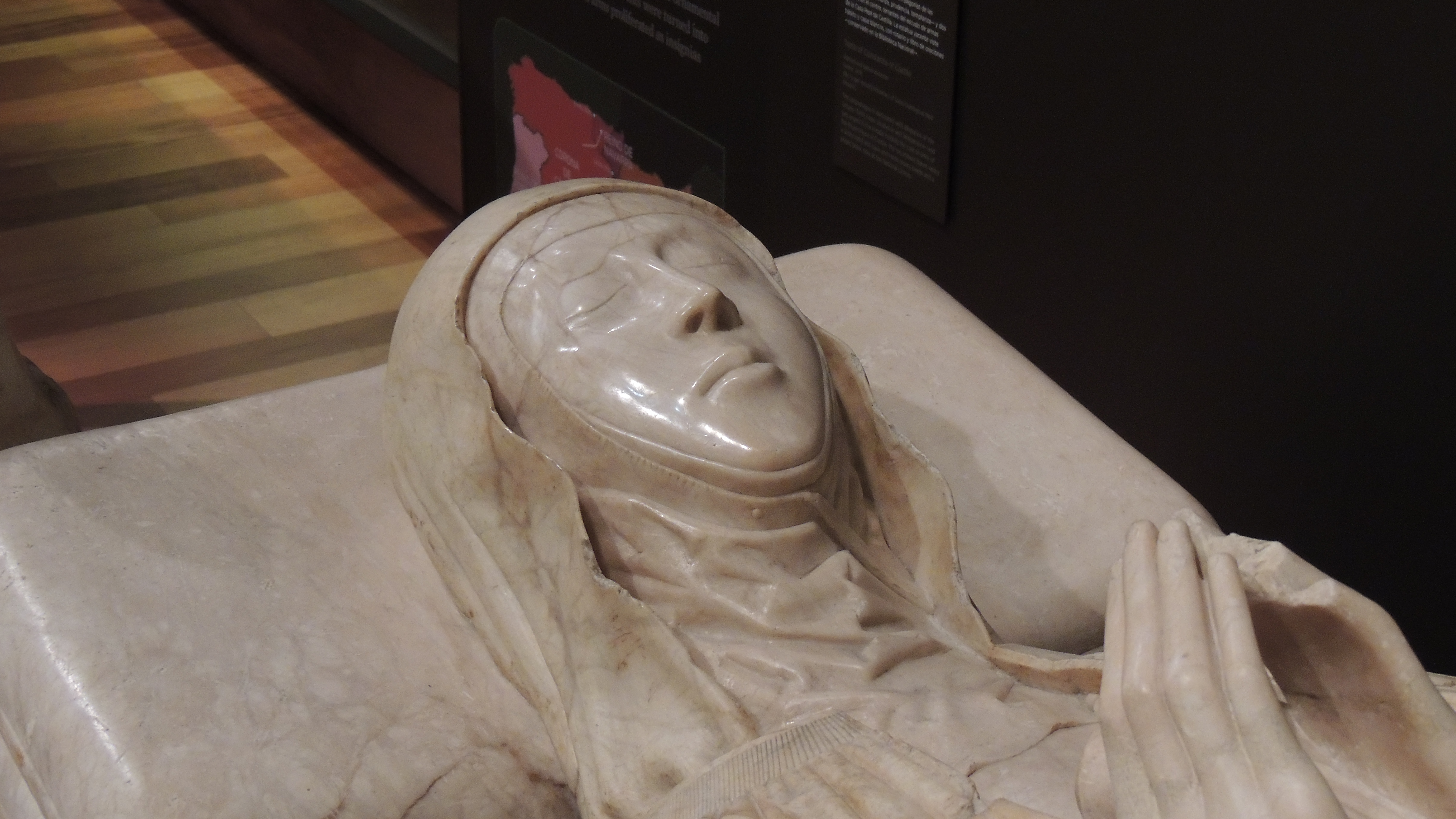
Detalle de la estatua yacente

El sepulcro de Constanza de Castilla, de estilo gótico, está realizado en alabastro pintado y dorado. Fue esculpido en el último cuarto del siglo XV y mide 155 centímetros de altura, 229 centímetros de largo, y 71 centímetros de profundidad.
El sepulcro pertenece al tipo de monumento funerario utilizado por la nobleza castellana de mediados del siglo XV. El sepulcro, cuya urna descansa sobre un basamento sin adornos, estuvo adosado a un muro y cubierto por un arcosolio, por lo que solamente fue decorada su parte frontal, en la que aparecen representadas las alegorías de la Prudencia, la Templanza, la Fe y la Esperanza. La estatua alegórica que representa la Fe aparece vestida con el hábito de la Orden de Santo Domingo, al igual que la estatua yacente que representa a Constanza de Castilla. Dos ángeles sostienen el escudo nobiliario de Constanza de Castilla, colocado en la parte frontal del sepulcro, y que es idéntico al utilizado por su padre, Juan de Castilla.
Sobre la tapa del sepulcro está colocada la estatua yacente que representa a Constanza de Castilla, de tamaño algo superior al natural, y vestida con el hábito de la Orden de Santo Domingo. Constanza de Castilla aparece representada portando un rosario entre sus manos y un libro de horas, símbolo de su cargo de priora, pues se contaban entre las funciones de la priora guardar, consultar y, en caso necesario, modificar el texto por el que se regía la actividad diaria de los monasterios.
En los extremos de la tapa del sepulcro, sobre la que está colocada la estatua yacente, están colocadas también dos figuras en actitud de orar y vestidas de religiosas. En dichas figuras, algunos autores han creído reconocer a dos sobrinas de Constanza de Castilla, que fueron monjas en el monasterio de Santo Domingo el Real de Madrid.
El escultor que realizó el sepulcro, de nombre desconocido, pertenecía a la escuela hispano-flamenca.

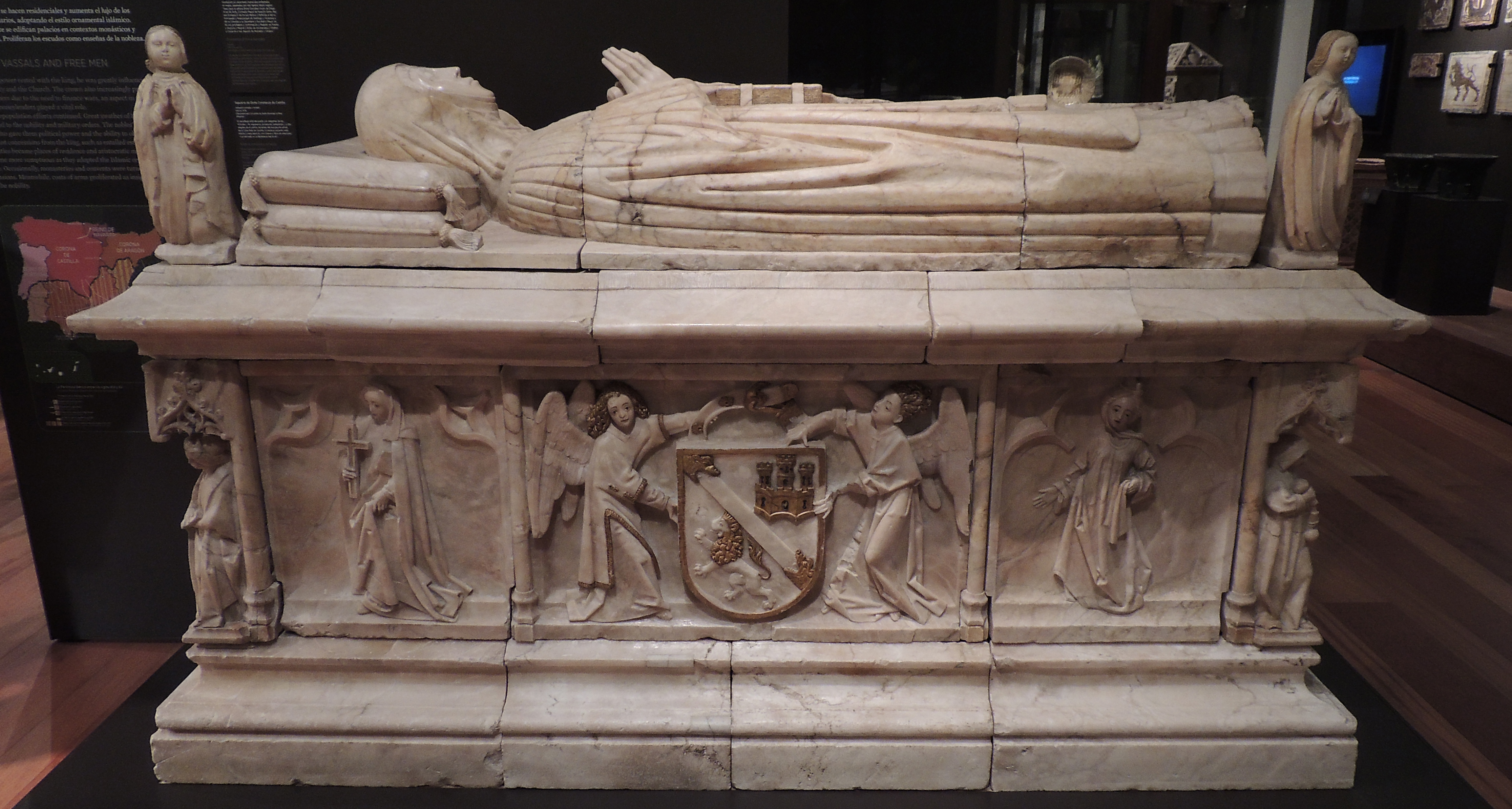
Sepulcro de Constanza de Castilla